# Cavillatrix palpis
Cavillatrix palpis là một loài ruồi trong họ Tachinidae.